# Harkakötöny
Harkakötöny – wieś i gmina w południowej części Węgier, w pobliżu miasta Kiskunhalas.
Miejscowość leży na obszarze Wielkiej Niziny Węgierskiej, w komitacie Bács-Kiskun, w powiecie Kiskunhalas. Gmina Harkakötöny liczy 932 mieszkańców (2009) i zajmuje obszar 52,7 km².